# Dasyhelea townesi
Dasyhelea townesi är en tvåvingeart som beskrevs av Tokunaga och Murachi 1959. Dasyhelea townesi ingår i släktet Dasyhelea och familjen svidknott. Inga underarter finns listade i Catalogue of Life.